# Tírig

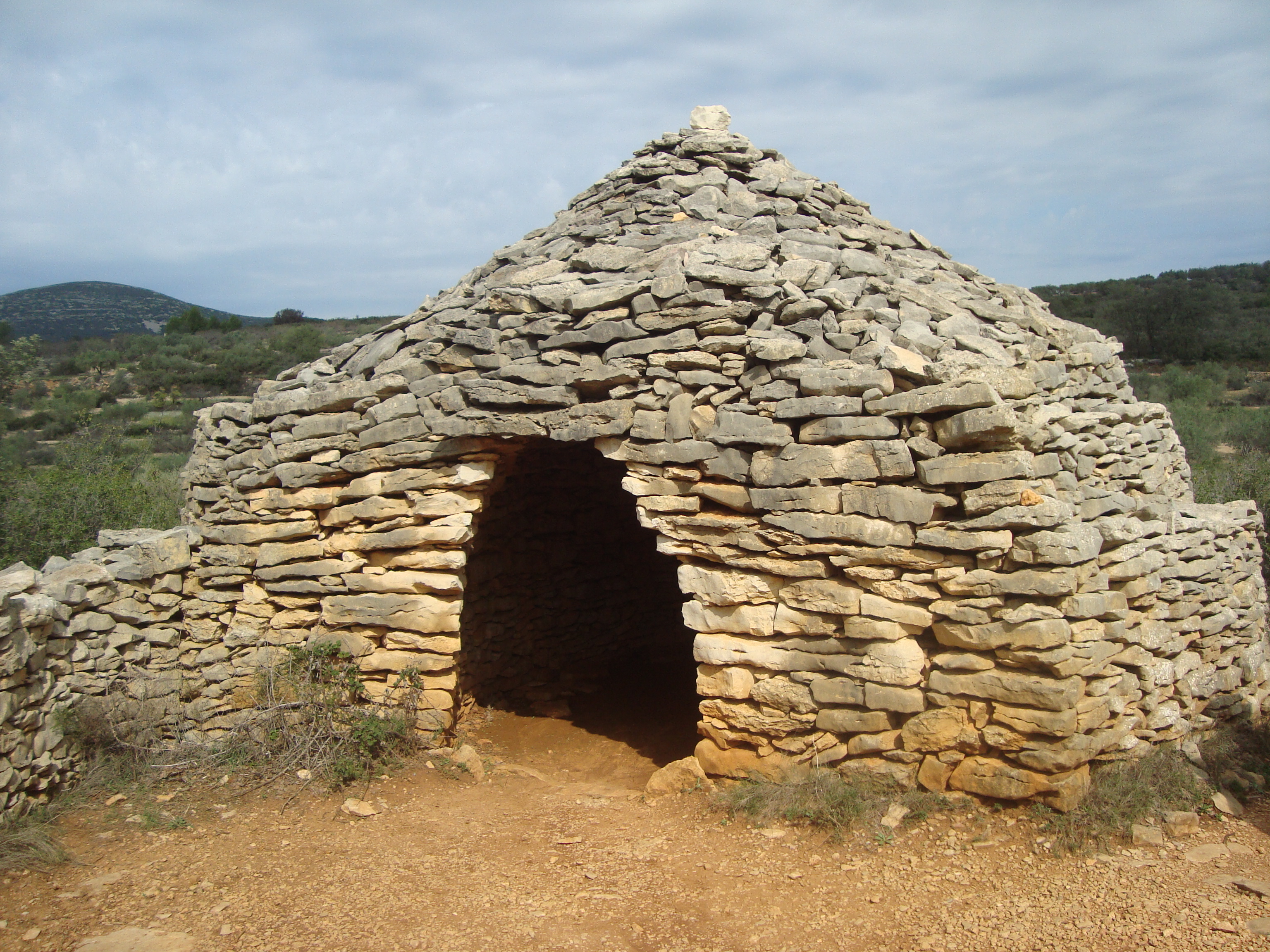
Barraca de pedra seca

Tírig és un municipi del País Valencià, a la comarca de l'Alt Maestrat.
Limita amb els municipis de Catí, Sant Mateu, La Salzadella, Les Coves de Vinromà i Albocàsser. Al seu terme municipal es troba el Barranc de la Valltorta.

## Geografia
Tírig està construït en una ampla vall a la falda de la serra de Santa Bàrbara. El paratge més conegut és el barranc de la Valltorta on trobem mantes mostres de l'Art Rupestre Llevantí (Patrimoni de la Humanitat): Coves del Civil, dels Cavalls, de Centelles o del Puntal són un bon testimoni. El barranc també ens donarà a conèixer la forma de vida i l'arquitectura rural d'estes contrades: sénies, masos i barraques encara s'hi poden trobar arreu.

## Història
És un dels municipis amb major riquesa en restes prehistòriques del País Valencià i també hi ha jaciments íbers i romans. Formava part de la batlia de Les Coves de Vinromà, senyoriu de Balasc d'Alagó. Fou cedit el lloc en 1237 a Joan Brusca, el qual donà carta pobla a diverses famílies cristianes el 15 de setembre del 1245, amb unes rendes força elevades; el senyoriu territorial dels Brusca es va mantenir en el marc del senyoriu general de l'orde de Calatrava, d'Artal d'Alagón, de l'orde del Temple, i de la de Montesa a partir del 1319. El 1324 passà a tenir els furs de València i el 1361 se li va cancel·lar la partició de fruits davant la despoblació. En 1374 el mestre de l'orde ratifica la carta pobla de 1245.

## Demografia
| 1990 | 1992 | 1994 | 1996 | 1998 | 2000 | 2002 | 2004 | 2005 | 2006 | 2010 |
| ---- | ---- | ---- | ---- | ---- | ---- | ---- | ---- | ---- | ---- | ---- |
| 675  | 624  | 599  | 575  | 567  | 551  | 566  | 573  | 570  | 555  | 557  |

## Alcaldia
Des de 2007 l'alcalde de Tírig és Juan José Carreres Montull del Partit Popular (PP).
| Període                       | Alcalde o alcaldessa       | Partit polític | Data de possessió | Observacions |
| ----------------------------- | -------------------------- | -------------- | ----------------- | ------------ |
| 1979–1983                     | Jesús Redó Matamoros       | UCD            | 19/04/1979        | --           |
| 1983–1987                     | Avel·lí Roca Albert        | PSPV-PSOE      | 28/05/1983        | --           |
| 1987–1991                     | Avel·lí Roca Albert        | PSPV-PSOE      | 30/06/1987        | --           |
| 1991–1995                     | Avel·lí Roca Albert        | PSPV-PSOE      | 15/06/1991        | --           |
| 1995–1999                     | Avel·lí Roca Albert        | PSPV-PSOE      | 17/06/1995        | --           |
| 1999–2003                     | Avel·lí Roca Albert        | PSPV-PSOE      | 03/07/1999        | --           |
| 2003–2007                     | Avel·lí Roca Albert        | PSPV-PSOE      | 14/06/2003        | --           |
| 2007–2011                     | Juan José Carreres Montull | PP             | 16/06/2007        | --           |
| 2011–2015                     | Juan José Carreres Montull | PP             | 11/06/2011        | --           |
| 2015–2019                     | Juan José Carreres Montull | PP             | 13/06/2015        | --           |
| 2019-2023                     | Juan José Carreres Montull | PP             | 15/06/2019        | --           |
| Des de 2023                   | Juan José Carreres Montull | PP             | 17/06/2023        | --           |
| Fonts: Generalitat Valenciana |                            |                |                   |              |

## Economia
L'agricultura de secà: ametler, olivera i cereals, i la ramaderia: ovelles, cabres, porcs i aus constituïxen la base econòmica del poble. Es conserva la tradicional artesania dels cabassos de palmell. Durant la primera dècada del segle xxi, el turisme comença a tenir una certa importància, gràcies a la presència al seu terme del Barranc de la Valltorta, patrimoni de la humanitat.

## Monuments

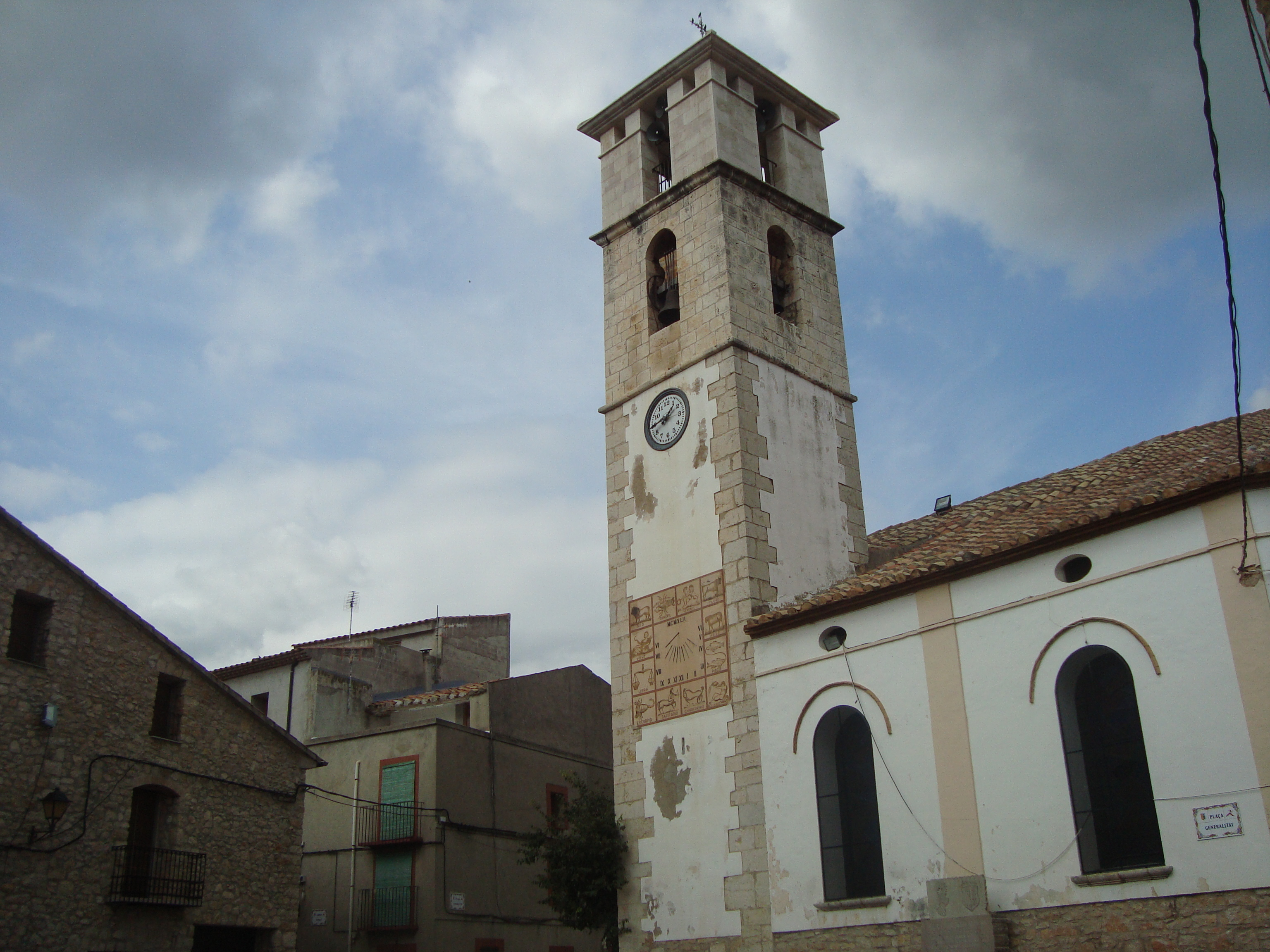
El Campanar (Tírig)

- El Campanar (Tírig)Església Parroquial, dedicada a la Verge del Pilar. Del segle xvii.
- Ermita de Santa Bàrbara.
- Castell i muralles de Tírig

## Llocs d'interès
- Barranc de la Valltorta.

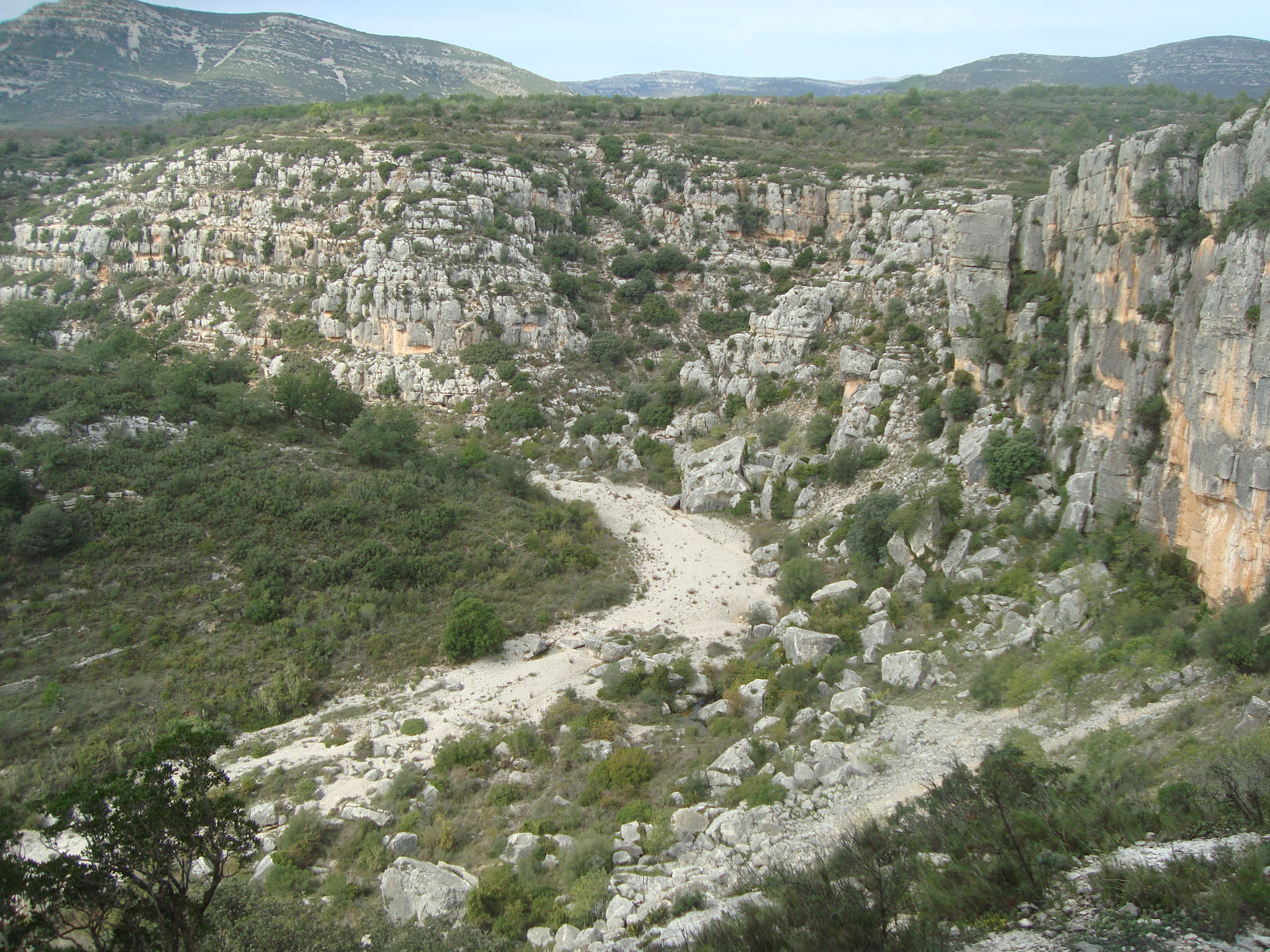
Barranc de la Valltorta

- Museu de la Valltorta. És una recreació dels principals jaciments del barranc, Cova del Civil i Cova dels Cavalls, on es tracta de vetlar per la conservació, l'estudi i la divulgació dels valors de la Valltorta.

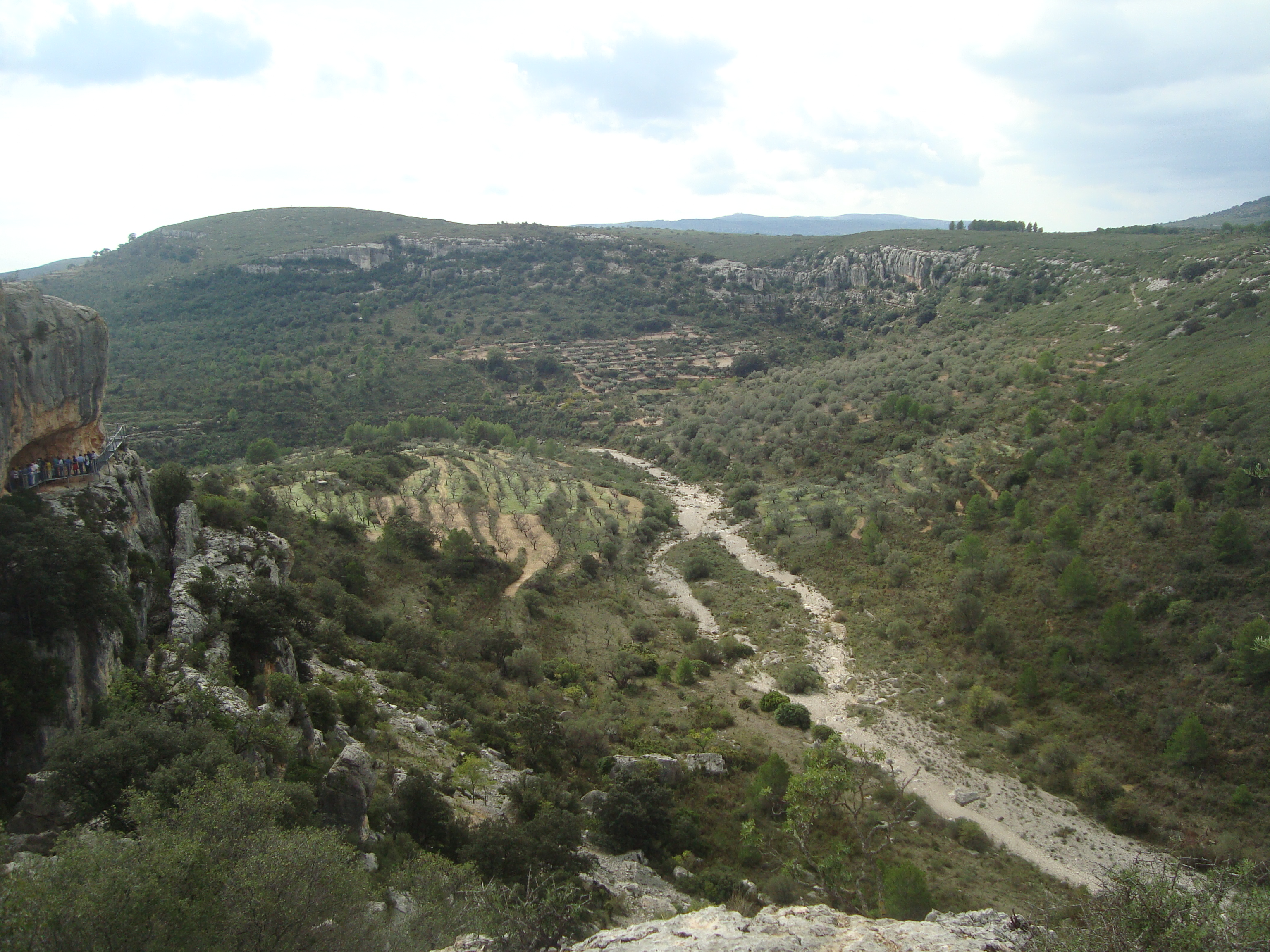
Barranc de la Valltorta (Tírig)

El febrer del 2011 es va retornar al poble l'Arquer, peça fonamental de l'art rupestre que romania al museu municipal de Cervera des de la dècada del 1930, fruit d'un espoli. Ara és l'atractiu més important del Museu de la Valltorta.

## Festes i celebracions locals
- Santa Quitèria. Se celebra el mes de maig amb repartiment de coquetes i ball pla.
- Santa Bàrbara. Se celebra el primer dissabte de desembre amb romeria a l'ermita on s'instal·la una fira o porrat amb torrons i dolços.
- Festes Patronals. Se celebren durant una setmana al voltant del 25 de juliol en honor de Sant Isidre i Sant Jaume.

## Fills il·lustres
Gabriel Puig Roda (1865-1919), pintor costumista.

## Referències

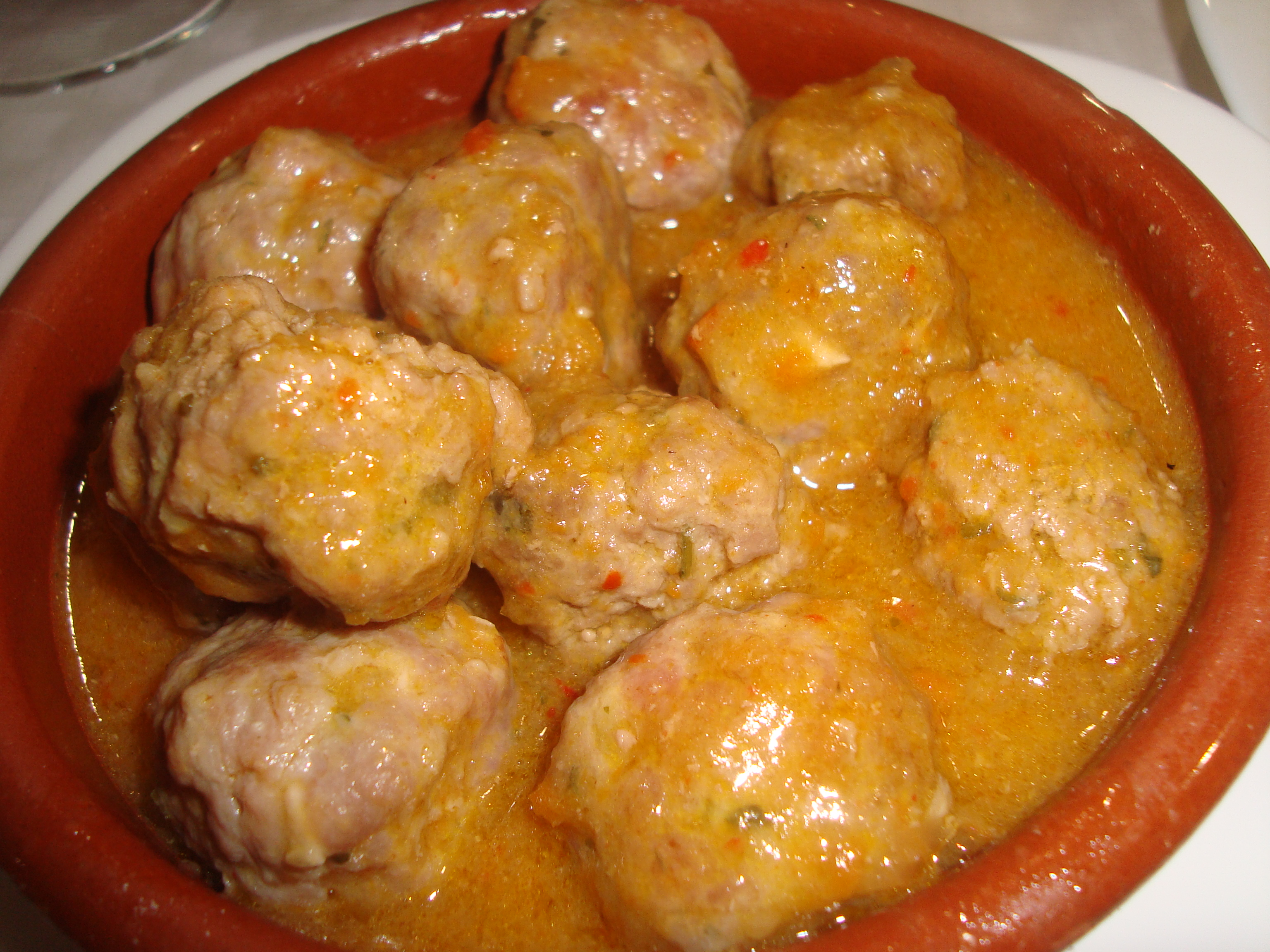
Cassoleta de mandonguilles (Tírig)